# اوگوست اشلایشر
اوگوست اشلایشر (آلمانی: August Schleicher؛ ۱۹ فوریهٔ ۱۸۲۱ – ۶ دسامبر ۱۸۶۸) یک زبان‌شناس اهل آلمان بود.